# Stjepan II. Lacković
Stjepan II. Lacković (mađ. Lackfy ili Lackfi István II), (? - Križevci, 27. veljače 1397.), hrvatski velikaš, hrvatski ban (1371. – 1372., 1383. – 1384. i 1385.), erdeljski vojvoda (1372. – 1376., 1385. – 1386.) i ugarski palatin (1387. – 1392.) iz velikaške obitelji Lacković.

## Životopis
Stjepan II. Lacković, u historiografiji poznat i kao Stjepan Lacković Čakovečki, potomak je obitelji Lacković, koja vuče porijeklo od njemačkog plemenitog roda Hermán, a vladala je u 14. stoljeću ondašnjom mađarskom pokrajinom Erdelj (danas Transilvanija u Rumunjskoj). Njegovo prezime dolazi od osobnog imena osnivača obitelji, koji se zvao Ladislav (mađar. László), skraćeno Lack, Laczk ili Lacko, a njegovi su potomci uzeli prezime Lacković.
Stjepan je bio sin Stjepana I. Lackovića, hrvatsko-slavonsko-dalmatinskog bana u razdoblju 1350. – 1352. godine, a unuk osnivača obiteljske loze Ladislava. Imao je niz titula, odnosno obnašao mnoge dužnosti, među kojima su, uz naslov bana Hrvatske i Dalmacije, bile: erdeljski (transilvanski) vojvoda (1372. – 1376.), ugarski palatin (1387. – 1397.), knez Zadra (1383., 1387. – 88., 1391-92.), gospodar Međimurja i Čakovca, Zagorja, Lendave (Slovenija), Keszthelyja (Mađarska), zatim župan mađarskih županija Zala, Veszprém i Győr, te južnoslovačke pokrajine Komarno uz rijeku Dunav.
Hrvatskim banom bio je u tri navrata, i to u razdoblju 1371. – 1372. godine, 1383. – 1384. te 1385. godine.
Dana 27. kolovoza 1376. godine Stjepan II. Lacković, tadašnji vlasnik Međimurja, zajedno sa svojim bratom Dionizijem (mađ. Dénes) osniva poznati pavlinski samostan u Svetoj Jeleni (današnji Šenkovec kod Čakovca), posvećen Uznesenju blažene djevice Marije i Svim svetima. U sklopu tog samostana nalazili su se, između ostalog, i grobovi u koje su sljedećih stoljeća sahranjivani mnogi članovi velikaške obitelji Zrinski.
U političkim previranjima toga doba, nakon smrti kralja Ludovika I. Anžuvinca 1382. godine, Lacković je bio pristaša kralja Karla Dračkoga i stao uz nezadovoljnike koji su bili protiv kneza Nikole I. Gorjanskog i kraljice Elizabete. Podržavao je bosanskog kralja Tvrtka I. Nakon Karlova ubojstva pomirio se s kraljicom Elizabetom te je imenovan palatinom.
Kralj Žigmund Luksemburški postavio ga je za jednog od vojskovođa svoje vojske 1396. godine u bitci protiv Osmanlija kod Nikopolja. Poslije tog poraza, kojem je i sam pridonio bijegom s bojnog polja, postao je veliki protivnik kralja Žigmunda te je podržao Ladislava Napuljskoga za novoga kralja. Međutim, nakon što mu je kralj poslao pismeno jamstvo (salvum conductum) te ga taktički pozvao, Lacković je došao na zasjedanje Hrvatskog sabora u Križevce, na kojemu je predsjedao sam kralj. Nakon žestoke svađe o krivnji oko Nikopolja, kraljevi pristaše su mačevima sasjekli Stjepana i njegova sinovca Andriju. U povijesti je taj događaj zabilježen kao Krvavi križevački sabor.

## Vanjske poveznice
- Stjepan II. Lacković Hrvatska enciklopedija
- Lacković Hrvatska enciklopedija
- Stjepan II. Lacković Hrvatski biografski leksikon

| Prethodnik:      | Hrvatski ban (1371. - 1372.) | Nasljednik:      |
| Šimun Mauricijev | Hrvatski ban (1371. - 1372.) | Karlo II. Drački |

| Prethodnik:  | Hrvatski ban (1383. - 1384.) | Nasljednik:       |
| Emerik Bubek | Hrvatski ban (1383. - 1384.) | Toma od Sv. Jurja |

| Prethodnik:       | Hrvatski ban (1385.) | Nasljednik:         |
| Toma od Sv. Jurja | Hrvatski ban (1385.) | Ladislav od Lučenca |